# Жукова-Киртбая, Татьяна Ивановна
Татья́на Ива́новна Жу́кова-Киртба́я (24 октября 1939, Москва — 9 августа 2021, Москва) — советская и российская актриса театра и кино. Заслуженная артистка РСФСР (1989).

## Биография
Татьяна Ивановна Жукова родилась 24 октября 1939 года в Москве. В школьные годы занималась в знаменитой студии Сергея Штейна.
В 1957 году поступила, а в 1962 году окончила актёрский факультет ГИТИСа. По окончании театрального института, по распределению три года работала в Новосибирском театре «Красный факел».
В 1965 году главный режиссёр Московского Театра на Таганке Юрий Любимов пригласил её в свою труппу. После разделения театра, с 1992 года и до конца жизни служила в театре «Содружество актёров Таганки».
Кроме работы в театре, с 1969 года снималась в популярной эстрадно-развлекательной юмористической телепередаче Кабачок «13 стульев» (пани Ядвига), снималась в кинофильмах, играя в основном небольшие эпизодические роли. Активно сниматься в кино и на ТВ начала лишь в 2000-х годах. Широкую популярность получила благодаря роли Фроси Жихаревой, соседки главных героев — семьи Васнецовых в телесериале «Папины дочки».
До замужества в 1977 году работала под фамилией Жукова, после замужества взяла фамилию мужа — Киртбая, работая под двойной фамилией Жукова-Киртбая.
Скончалась в Москве 9 августа 2021 года на 82-м году жизни после продолжительной болезни. Церемония прощания с актрисой состоялась 11 августа в театре «Содружество актёров Таганки». Похоронена на Кузьминском кладбище.

## Личная жизнь
Трижды была замужем.
Первый муж — актёр Станислав Иванович Савич (1937—1979). Поженились на четвёртом курсе ГИТИСа, где Савич учился на вокальном отделении. Развелись в начале 1960-х годов из-за измен супруга. В браке родилась дочь.
Второй муж — Лев Липкин. Сын в браке — актёр Михаил Липкин (род. 1969), с 1993 по 1999 год был актёром театра «Содружество актёров Таганки».
Третий муж — Игорь Алексеевич Киртбая (1939—1991), абхаз по происхождению, инженер-энергетик, изобретатель, организатор энергетического строительства. Брак продлился с 1977 года до смерти супруга.
Имеются внуки.

## Награды
- Заслуженная артистка РСФСР (1989)
- Орден Дружбы (2020) — «за большой вклад в развитие отечественной культуры и искусства, многолетнюю плодотворную деятельность»[6].

## Творчество

### Роли в кино
- 1969—1981 — Кабачок «13 стульев» — пани Ядвига
- 1979 — Москва слезам не верит — Полина, работник химчистки (в титрах — Т. Жукова)
- 1981 — Куда он денется! — тётя Паша
- 1981 — Механик
- 1981 — Аз и Ферт — служанка Акулина
- 2004—2006 — Моя прекрасная няня — баба Сима
- 2004 — Дальнобойщики-2 (11-я серия «Борьба за выживание») — беззубая старушка
- 2005 — Человек войны — мать Верки
- 2007 — На пути к сердцу
- 2007 — Приключения солдата Ивана Чонкина — баба Дуня
- 2007 — Разметка
- 2007 — Суженый-ряженый
- 2007—2012 — Папины дочки — Евфросинья Петровна Жихарева
- 2008 — Наследство — повариха в доме Прохоровых
- 2009 — Короткое замыкание новелла «Срочный ремонт» — бабушка
- 2009 — Деревенская комедия
- 2009 — Грязная работа — Алевтина Игнатьевна Кузина (тётка Тимофея)
- 2010 — Всё в порядке, мама! — эпизод
- 2010 — Холодное сердце — баба Тася, свекровь Татьяны Зеленцовой
- 2010 — Счастливы вместе — Нина Фёдоровна (серия «Изображая жертвы»)
- 2010 — Записки экспедитора Тайной канцелярии — Прасковья
- 2011 — Всегда говори всегда 7 — баба Аня
- 2011 / 2016 — Воронины — бабушка в больнице, соседка Ворониных
- 2011 — Карамель — незнакомка
- 2011 — МУР. Третий фронт — прохожая (эпизод)
- 2013 — Осторожно: дети!
- 2013 — Братья по обмену — Сафроновна
- 2013 — Васильки — Марья Николаевна, бабушка Ольги
- 2014 — Золотая невеста — Моксатиха
- 2014 — Чернобыль — старушка из Припяти
- 2015 — Дед Мазаев и Зайцевы — баба Настя
- 2015 — Людмила Гурченко — Галя (соседка)
- 2015 — Пансионат «Сказка», или Чудеса включены — баба Катя
- 2016—2017 — Отель Элеон — Тамара Васильевна, бабушка Даши
- 2016 — Второе зрение — Полина Львовна
- 2017 — Ученица Мессинга — Пелагея, бабушка Ольги
- 2020 — ИП Пирогова 3 — Тамара, соседка Веры
- 2020 — Агентство О.К.О. — мать братьев-близнецов Беляевых
- 2020 — Казанова — преподаватель ГИТИСа
- 2021 — Дылды 2 — бабушка Лёли
- 2021 — Большое небо — Николаевна

### Озвучивание
- 1978 — «Краденое солнце» (мультфильм)
- 1982 — «Волчья шкура» (мультфильм)

### Театр на Таганке
- «А зори здесь тихие» — Галя Четвертак
- «Бенефис»
- «Борис Годунов»
- «Владимир Высоцкий» (вариант 1981 года)
- «Деревянные кони» — Маня-большая, Евгения
- «Добрый человек из Сезуана» (редакция 1964 года) — Жена Торговца коврами
- «Живой» — Авдотья
- «Мать» — Ниловна
- «Перекрёсток» — Дёмчиха
- «Под кожей статуи свободы» — Студентка, изображающая хиппичонку; Студентка, изображающая жену Панчо Вильи)
- «Преступление и наказание» — Катерина Ивановна
- «Пугачёв» — Плакальщицы
- «Самоубийца» — Серафима Ильинична
- «Тартюф» (редакция 1968 года) — Дорина
- «Товарищ, верь…» (за Дам, за цыганку Таню)
- «Что делать?» — Старуха, Хозяйка

### Содружество актёров Таганки
- «Горе от ума — Горе уму — Горе ума» — Графиня Хрюмина
- «Калека с Инишмана» — Мамаша
- «ВВС (Высоцкий Владимир Семёнович)» (реж. Н. Губенко) — Бомжиха
- «Мисс и Мафия» Н. Птушкиной (реж. Н. Губенко) — Кутузов
- «Весёлого Рождества, мама!». (реж. Н. Старкова)
- «Эй, живая душа, отзовись!» (реж. В. Щеблыкин)
- «Иванов» (реж. Н. Губенко).